# Kaori Ichō
Kaori Ichō (伊調馨, n. 13 iunie 1984, Hachinohe, Prefectura Aomori) este o sportivă japoneză de lupte libere.
Ea este primul luptător care a câștigat patru medalii olimpice de aur, precum și singura femeie care a cucerit patru titluri olimpice la rând într-o probă individuală. Până în 2016, a cucerit și zece titluri mondiale. A rămas neînvinsă timp de 13 ani și 189 meciuri consecutive.
Este sora mai mică a campioanei mondiale Chiharu Ichō.